# Dutovlje
Dutovlje – wieś w Słowenii, w gminie Sežana. W 2018 roku liczyła 719 mieszkańców.